# 鳥越さやか
鳥越 さやか（とりごえ さやか、本名：廣嶋 さやか、1972年2月8日 - ）はラジオパーソナリティ、タレント、女優、シャンソン歌手。既婚。父親はジャーナリストの鳥越俊太郎。

## 人物
東京都出身。清泉女子大学英文科卒後、フランス国立高等演劇院教授のワダ・ユタカに師事し、劇団CAT21に在籍。その間にフランス・イタリアに語学・演劇留学。また、フランス人歌手パトリック・ヌジェの師事により、シャンソン歌手としての活動も行う。現在は、ミュージシャンの夫の廣嶋茂樹（Moggy）と「プティタプティ」を結成し、“Saya”名義で音楽活動を行う。
日本語、英語、フランス語、イタリア語のマルチリンガルである。

## 出演番組
現在、これらの番組への出演は終了している。
- サンデーモーニング（TBSテレビ） - レポーター
- ザ・スクープ（テレビ朝日） - ナレーション
- LOHAS Morning （J-WAVE）
- 〜ちょいモテおやじ養成番組〜ものほん （TBSラジオ）
- time slip 80's （TBSラジオ）
- J-WAVE 25 （J-WAVE、2006年4月-2007年3月）

## 連載
- Grazia
- Domani
- madame FIGARO japon
- wish 「生きる哲学を映画から the gut of life」（連載中）